# (2508) Alupka
Alupka és l'asteroide número 2508. Va ser descobert per l'astrònom Nikolai Stepànovitx Txernikh des de l'observatori de Nautxnikh, el 13 de març de 1977. La seva designació alternativa és 1977 ET1.